# روبن دونوفان
روبن دونوفان (بالإنجليزية: Robin Donovan)‏ هو سائق سباق بريطاني، ولد في 19 ديسمبر 1955.

## روابط خارجية
- روبن دونوفان على موقع DriverDB.com (الإنجليزية)